# Carisia
Carisia (en griego, Χαρισία) fue una antigua ciudad griega situada en Arcadia.
Según la mitología griega, la ciudad fue fundada por Carisio, hijo de Licaón.
Pausanias dice que fue una de las poblaciones pertenecientes al territorio de los eutresios que se unieron para poblar Megalópolis. Pausanias añade que estaba a diez estadios de Tricolonos y a otros diez de Esciadis pero en su tiempo quedaba muy poco de esta ciudad.